# مركز حفظ وترميم مخطوطات المسجد الأقصى
مركز حفظ وترميم مخطوطات المسجد الأقصى يقع مركز حفظ وترميم مخطوطات المسجد الأقصى في الطابق السفلي من المدرسة الأشرفية المملوكية الواقعة في الرواق الغربي بين باب السلسلة وباب القطانين, أنشئ مركز ترميم المخطوطات بهدف العناية بكافة المقتنيات الورقية التاريخية في المسجد الأقصى، وتشمل المخطوطات وثائق وسجلات وخرائط ولوحات أثرية يتم فهرستها وترميمها وحفظها بصورة علمية.
يعمل في مركز الترميم عشرة مرمّمين تلقّوا تدريبات على يد خبراء عالميّين في المسجد الأقصى وفي عدد من المراكز العالميّة، رفعوا اسم المركز عاليًا حتّى احتلّ المرتبة الأولى في الترميم على مستوى الشرق الأوسط، والمرتبة الرابعة عالميًّا بحسب تصنيف خبراء اليونسكو.
اكتسبت مجموعة مخطوطات المسجد الأقصى مكانة متميزة على مستوى العالم الإسلامي لارتباطها بالمسجد المبارك، وازدادت رفعة بتنوع مواضيعها ومصادرها وندرة نسخها، وقد حرص المجلس الإسلامي الأعلى في القدس الشريف على جمعها ورعايتها في وقت مبكر في عشرينات القرن الماضي، لتكمل المهمة من بعده دائرة الأوقاف الإسلامية العامة في القدس، فقد قررت إدارة الأوقاف الإسلامية العامة في القدس الشريف، وبمتابعة حثيثة من مديرية السياحة والآثار افتتاح مركز لترميم المخطوطات في مبنى المدرسة الأشرفية المملوكية، الواقعة في منتصف الرواق الغربي للمسجد الأقصى المبارك، وذلك للحفاظ على هذه المخطوطات، وذلك في عام 2008 م.
اكتسبت مجموعة مخطوطات المسجد الأقصى مكانة متميزة على مستوى العالم الإسلامي لارتباطها بالمسجد المبارك، وازدادت رفعة بتنوع مواضيعها ومصادرها وندرة نسخها، وقد حرص المجلس الإسلامي الأعلى في القدس الشريف على جمعها ورعايتها في وقت مبكر في عشرينات القرن الماضي، لتكمل المهمة من بعده دائرة الأوقاف الإسلامية العامة في القدس، فقد قررت إدارة الأوقاف الإسلامية العامة في القدس الشريف، وبمتابعة حثيثة من مديرية السياحة والآثار افتتاح مركز لترميم المخطوطات في مبنى المدرسة الأشرفية المملوكية، الواقعة في منتصف الرواق الغربي للمسجد الأقصى المبارك، وذلك للحفاظ على هذه المخطوطات، وذلك في عام 2008م.

## مهام مركز ترميم المخطوطات
- العناية بكافة المقتنيات الورقية التاريخية في المسجد، من مخطوطات ووثائق وسجلات وخرائط قديمة ولوحات أثرية.
- العمل على فهرسة هذه المقتنيات الورقية وتصويرها.
- ترميمها وحفظها بصورة علمية، ووفق أحدث المعايير الدولية.

## مراحل ترميم المخطوطات داخل مركز ترميم المخطوطات
- مرحلة التعقيم بغاز النيتروجين وتهدف إلى قتل كافة أشكال الحياة البيولوجية في المخطوط.
- التنظيف الميكانيكي من الغبار والعوالق.
- الفهرسة والتصنيف بالمعايير المتّبعة دوليا.
- التصوير الرقمي فائق الجودة.
- الترميم الإلكتروني للصور باستخدام برامج حاسوبية خاصة وإنتاج نسخ إلكترونية من المخطوط.
- تفكيك الخياطة القديمة وتجزئة المخطوط إلى ملازم ورقية منفصلة يسهل معالجتها.
- إجراء سلسلة من الفحوص المخبرية للحبر والألياف ومستوى الأكسدة والحموضة.
- الغسيل الكيميائي للأوراق باستخدام محاليل مخبرية وسموم خاصة.
- التجفيف وإعادة التصميغ باستخدام أصماغ طبيعية مستخرجة من السيليلوز النباتي.
- كبس الأوراق وتسويتها باستخدام مكابس حديدية خاصة.
- تدعيم الأوراق التالفة والهشّة بشبكة ألياف طبيعية تسمى "الفالينا".
- ترميم الأجزاء التالفة من الأوراق القديمة باستخدام ورق "الياباني" الغني بالألياف الطبيعية.
- تجميع ملازم المخطوط وإعادة خياطته من جديد بشكل يدوي.
- ترميم غلاف المخطوط وإعادة تجليده مرة أخرى.
- صناعة صندوق كرتوني خالٍ من الأحماض لحفظ المخطوط مستقبلا من العوامل المختلفة.

## أقسام المركز
- هي قسم التصوير والمعالجة الإلكترونية.
- قسم التعقيم والمعالجة البيولوجية.
- قسم المعالجة الكيميائية.
- قسم الترميم اليدوي.[4]

## مخطوطات المسجد الأقصى المبارك
يبلغ عددها 2600 مخطوط، من بينها عدد كبير من المصاحف، وفيها أيضًا عدد من المخطوطات باللغة التركية العثمانية. وهذه المخطوطات 80 % منها منسوخ في الفترة العثمانية، وبعضها منسوخ في استانبول.
وفي عام 1396هـ/1976م أعادت دائرة الأوقاف الإسلامية افتتاح المكتبة تحت اسم مكتبة المسجد الأقصى المبارك في الطابق السفلي من المدرسة الأشرفية. ثم نقلت أخيرًا إلى مسجد النساء عام 1420هـ/2000م، ولكن ليس بشكل كامل, فقد تُرِكَ ما يزيد على 40 % من المخطوطات، لتكون فيما بعد تحت إشراف قسم ترميم المخطوطات.
وقد قام الأستاذ خضر سلامة (أمين المكتبة الأسبق) بإعداد أربعة فهارس لمخطوطاتها، مجموع ما فيها (1143) عنوانًا، وهي لا تشمل جميع المخطوطات.

### وهي على الترتيب
1 – الجزء الأول: طبع سنة 1980م – مطابع دار الأيتام الإسلامية.
ويشتمل على التعريف بـ (213) مخطوطًا.
2 – الجزء الثاني: طبع سنة 1983م – المجمع الملكي لبحوث الحضارة الإسلامية – مؤسسة آل البيت. وراجعه الأستاذ الدكتور كامل العسلي.
ويشتمل على التعريف بـ (221) مخطوطًا.
3 – الجزء الثالث: طبع سنة 1996م – مؤسسة الفرقان للتراث الإسلامي - لندن. ويشتمل على التعريف بـ (220) مخطوطًا.
4 - الجزء الرابع: طبع سنة 2008م – مؤسسة الفرقان للتراث الإسلامي - لندن. ويشتمل على التعريف بـ (489) مخطوطًا.

## روابط خارجية
تعرف على مراحل ترميم المخطوطات بالمسجد الأقصى
مركز ترميم المخطوطات: إنقاذ لكنوز المعرفة الإسلاميّة في القدس
بالصور مركز ترميم المخطوطات في الأقصى.. "غرفة إنعاش" لوثائق تاريخية